# Hipnótico
Hipnóticos ou soníferos são fármacos capazes de induzir o sono. Podem ser considerados hipnóticos fármacos como benzodiazepínicos, barbitúricos, além dos próprios medicamentos pertencentes a esta classe.

## Introdução
Desde a antiguidade, o fenômeno do sono desperta o interesse e a curiosidade dos homens, que através de explicações mitológicas, filosóficas ou religiosas, sempre buscaram compreendê-lo, assim como suas manifestações, principalmente o sonho.
A insônia é um sintoma que se refere à incapacidade de iniciar e de manter o sono, sendo acompanhada de sono de baixa qualidade, interrompido ou de duração reduzida, insuficiente para restaurar o alerta completo.

### Classificação
- De curta duração, transitória ou situacional
  - 3 a 5 dias, secundária a um fator de estresse bem definido e agudo.
- De média duração
  - Até três semanas, relacionada a perda maior
- De longa duração ou crônica
  - Além de três semanas, associada a quadros crônicos como depressão, ansiedade, hábitos inadequados de dormir, uso de substâncias como estimulantes, álcool, e drogas cujos efeitos colaterais comprometem o sono.

### Tratamento
- Etiológico
- Higiene do sono
- Hipnóticos

## Hipnóticos ou Soníferos
Introdução
Hipnóticos ou soníferos são fármacos capazes de induzir o sono. São considerados medicamentos hipnóticos como benzodiazepínicos, barbitúricos, além dos próprios medicamentos pertencentes a esta classe.
História
Desde a antiguidade, o sono desperta o interesse e a curiosidade dos seres humanos, que através de explicações mitológicas, filosóficas ou religiosas, sempre buscaram compreendê-lo, assim como suas manifestações, principalmente o sonho.
Insônia
A insônia é um sintoma que se refere à incapacidade de iniciar e de manter o sono, sendo acompanhado de sono de baixa qualidade, interrompido ou de duração reduzida, insuficiente para restaurar o alerta completo.
Classificação da Insônia
- De curta duração, transitória ou situacional: 3 a 5 dias, secundária a um fator de estresse bem definido e agudo.
- De média duração: Até três semanas, relacionada à perda maior.
- De longa duração ou crônica: Além de três semanas, associada a quadros específicos como depressão, ansiedade, hábitos inadequados de dormir, uso de substâncias como estimulantes, álcool, e drogas cujos efeitos colaterais comprometem o sono.

Tratamento da Insônia
- Etiológico: Tratar a causa da insônia, como ansiedade ou depressão.
- Higiene do sono: Adotar hábitos que melhoram a qualidade do sono, como ter um horário regular para dormir e acordar, evitar estimulantes antes de dormir e criar um ambiente relaxante no quarto.
- Hipnóticos: Medicamentos usados para induzir o sono.

Tipos de Hipnóticos
- Benzodiazepínicos: São os hipnóticos mais utilizados. Atuam aumentando a ação do neurotransmissor GABA no cérebro, o que leva à sedação. Exemplos: zolpidem, lorazepam, diazepam.
- Barbitúricos: São menos utilizados que os benzodiazepínicos devido ao alto risco de dependência e efeitos colaterais graves. Exemplos: fenobarbital, pentobarbital.
- Outros: melatonina, zopiclona, zaleplona.

Efeitos Colaterais dos Hipnóticos
- Sonolência diurna
- Sonambulismo
- Amnésia anterógrada
- Perda de progresso motor
- Aumento do risco de quedas
- Depressão respiratória

Contraindicações dos Hipnóticos
- Gravidez e amamentação
- Apneia do sono
- Doenças hepáticas
- Miastenia grave
- Alergia aos medicamentos

Precauções
- Os hipnóticos devem ser usados com cautela e por um período limitado de tempo.
- É importante seguir as orientações médicas quanto à dosagem e frequência de uso.
- Os hipnóticos podem causar dependência, por isso é importante não aumentar a dose sem orientação médica.
- O uso de hipnóticos pode interagir com outros medicamentos, por isso é importante informar ao médico todos os medicamentos que você está tomando.[1][2][3][4][5][6]